# Helēna Kozlova
Pour les articles homonymes, voir Kozlov.
 (août 2015).
Helēna Kozlova (née en 1977) est une musicienne de la scène indépendante lettone. Auteure et compositrice, elle s'est illustrée aussi bien en solo que dans différents groupes, tels que Skumju akmeņi et Levīti.

## Biographie

### 1992 - 1994
Helēna grandit à Saulkalne. Elle fait sa scolarité à l'école primaire numéro 1 de Salaspils avant de poursuivre ses études secondaires à Riga. Elle étudie la musique à l'école de musique de Ogre. Elle suit durant quelques mois des cours d'art dramatique à Liepāja.

### 1994 - 1997
À partir de l'automne 1994, Helēna devient la chanteuse du groupe aux accents indie pop ou gothiques Skumju akmeņi pour qui elle compose également des chansons. Le groupe s'impose rapidement comme un groupe de premier plan de l'underground letton. Deux albums font date : Pilns nāves vecums vientulībā (1995) et Skumju akmeņi (1996). Invité au festival de rock Sinepes un Medus 1995, le groupe reçoit le grand prix de l'année.
En 2013, le critique rock Uldis Rudaks décrit en ces termes la voix d'Helēna : « Par la puissance de sa voix, la chanteuse Helēna Kozlova est un phénomène unique dans la musique lettone : elle peut tout aussi bien aller très profondément dans les graves que monter très classiquement dans les aigu ; elle sait aussi rugir à la manière du "growl" caractéristique du metal ». 

### 1997 - 2001
En 1997,Helēna quitte le groupe et commence une carrière solo. Deux albums sortent en cassette avec des chansons de sa composition "Saule tunelī" (1997) et "Stāsti" (1999) qu'elle présente dans différents festivals folk. En 1998, elle participe à la première du film documentaire de Jānis Kalējs et Māra Rāviņa "Rīts priežu mežā" consacré à la jeunesse de Lettonie et dans lequel Helēna apparaît et parle de son travail de musicienne.

### Depuis 2001
En 2012-2013, le groupe "Levīti" enregistre son premier album qui sort en novembre 2014. L'album est récompensé lors du Prix des enregistrements musicaux de Lettonie (Latvijas Mūzikas ierakstu gada balvai) dans la catégorie du "Meilleur album de musique alternative".

## Discographie

### Solo
- Saule tunelī (cassette, 1997)
- Stāsti (cassette, Gailītis-G, 1999)

### Avec les Skumju akmeņi
- Pilns nāves vecums vientulībā ("Tornis", cassette, 1995)
- Skumju akmeņi (NMc, cassette, 1996)
- Pēc septiņiem vienatnē gadiem (réédition remastérisée de l'album "Skumju akmeņi"  avec un enchaînement des chansons modifié CD, 2001)
- Kā divas zvaigznes (format numérique, 2013)

### Avec les Levīti
- Tavi vārdi (CD, 2014)